# Benga
Benga, właściwie Adegbenga Adejumo – współtwórca pierwszych produkcji kojarzonych z dubstepem.
Urodzony w 1986 roku w Bristolu, przeprowadził się wraz z rodzicami do Wschodniego Londynu, a następnie do dzielnicy Croydon. Tam eksperymentował, szukając pirackich stacji radiowych.
Jego pierwsze utwory powstawały na konsoli Sony PlayStation, a następnie, po zakupieniu przez jego rodziców komputera, zaczął tworzyć w programie FL Studio. Zainspirowany producenckimi dokonaniami Wookiego, sam zaczął tworzyć muzykę z pogranicza grime i UK garage i w wyniku tego stworzył dubstep. Odwiedzając często sklep Big Apple Records w Croydon poznał innego producenta – Skreama, którego wprowadził w świat muzyki dubstepowej. Kiedy sklep ten zamienił się w wytwórnię płytową, Benga nagrał tam swój debiut – Skank (12"), pod koniec 2002 roku.
Po nagraniu wraz ze Skreamem The Judgement, w tej wytwórni na początku 2003 roku, postanowił założyć własną – Benga Beats. Już w 2004 roku wydał tam dwunastocalówkę, zawierającą 3 utwory – Benga Beats, Vol. 1. Później stworzył dwunastocalówkę dla wytwórni Planet Mu, a następnie wydał, nakładem własnej wytwórni, składankę Newstep w 2006 roku.
Wysławiany przez ludzi takich jak Mary Anne Hobbs czy François K, których praca jako DJ czy prezenter radiowy, nieodłącznie wiązała się z dubstepem, zaprosił do Benga Beats innego producenta – Buriala. W 2007 roku przeniósł się do wytwórni Tempa. Tam wydał dwa single: Crunked Up i Night (ten ostatni przy gościnnym udziale Coki). Obydwa single znalazły się na jego pierwszej, debiutanckiej płycie – Diary of an Afro Warrior, wydanej w 2008 roku.
Na początku 2014 roku postanowił zrezygnować z kariery DJ-a na rzecz rodziny, którą planuje założyć.

## Dyskografia
- Skank / Dose (Big Apple Records, 2002)
- The Judgement (Big Apple Records, 2003, feat. Skream)
- Benga Beats Volume 1 (Benga Beats, 2004)
- Hydro (Big Apple Records, 2004, feat. Skream)
- Newstep (Benga Beats, 2006, dostępny tylko na CD)
- 10 Tons Heavy (Planet µ, 2006, feat. Hatcha)
- Comb 60s / Killers About (Planet µ, 2006)
- Invasion (Big Apple Records, 2006)
- Military (Hotflush Recordings, 2006, feat. Walsh)
- Spooksville / Dreamscape 24 (Immerse, 2006, feat. Walsh)
- The Southside EP (Southside Dubstars, 2006)
- Benga EP Volume 2 (Southside Dubstars, 2007)
- Bingo (Hotflush Recordings, 2007, feat. Walsh)
- Crunked Up (Tempa, 2007)
- Night (Tempa, 2008, feat. Coki; 98. miejsce na UK Singles Chart)
- Diary of an Afro Warrior (Tempa, 2008, album wydany na płycie winylowej i CD)
- Pleasure EP (Tempa, 2008)
- Rinse Mix (DJ Magazine)
- Buzzin' / One Million (Tempa, 2009)